# Línea 581 (Mar del Plata)
La Línea 581 es una línea de colectivos del Partido de General Pueyrredón perteneciente a la empresa Transporte 25 de Mayo S.R.L. Une el Faro Punta Mogotes ubicado al sur de la ciudad con GADA 601 ubicada al norte de la ciudad. Ésta junto con la 221 son las dos únicas líneas que circulan por todas las playas de la ciudad a través de la Avenida Patricio Peralta Ramos

## Recorrido
Haciendo Click Aquí podrá visualizar el recorrido de la Línea 581.